# Slovenská televízia a rozhlas

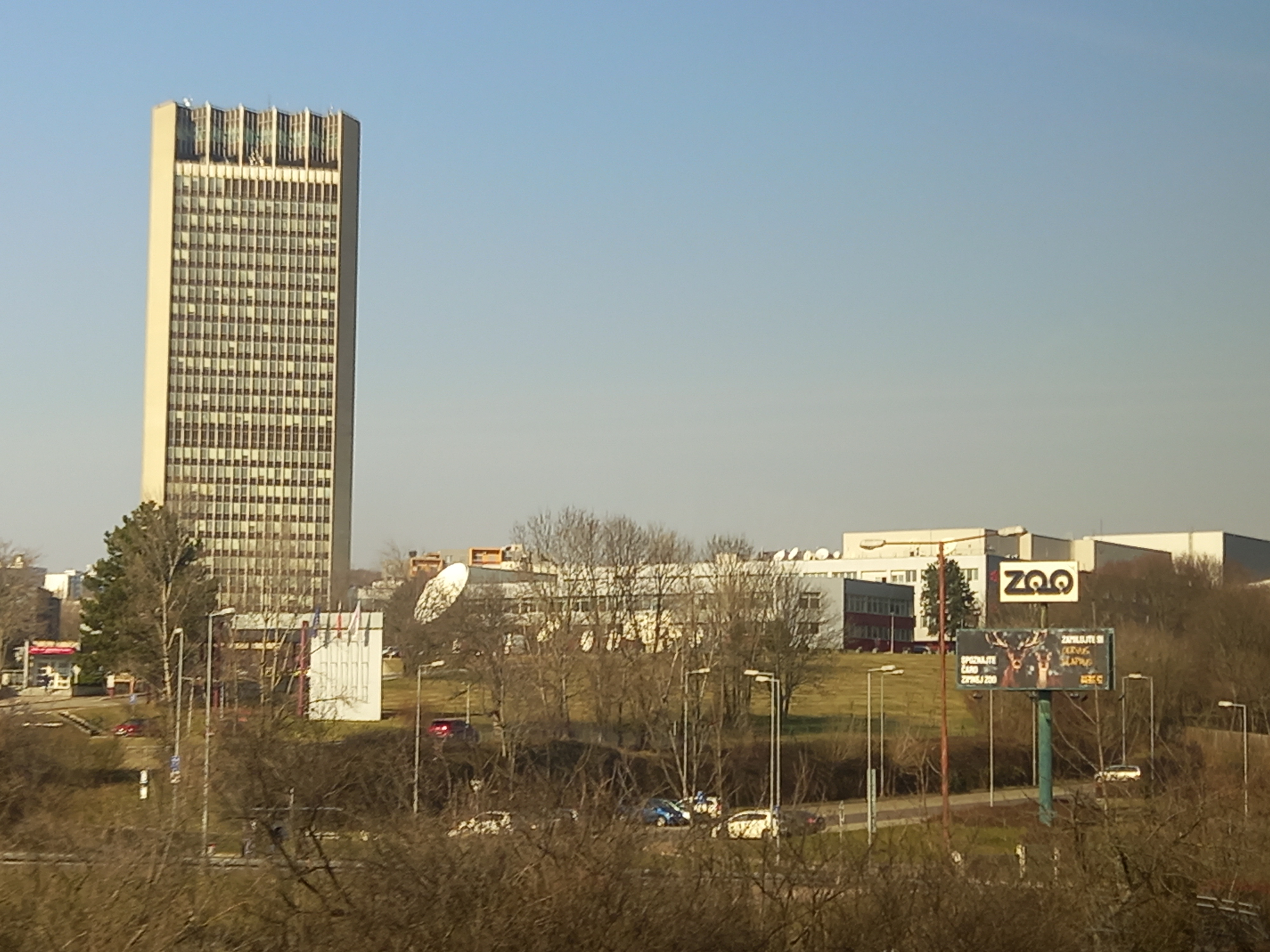
Seu de la televisió STVR a Mlynská dolina, Bratislava.

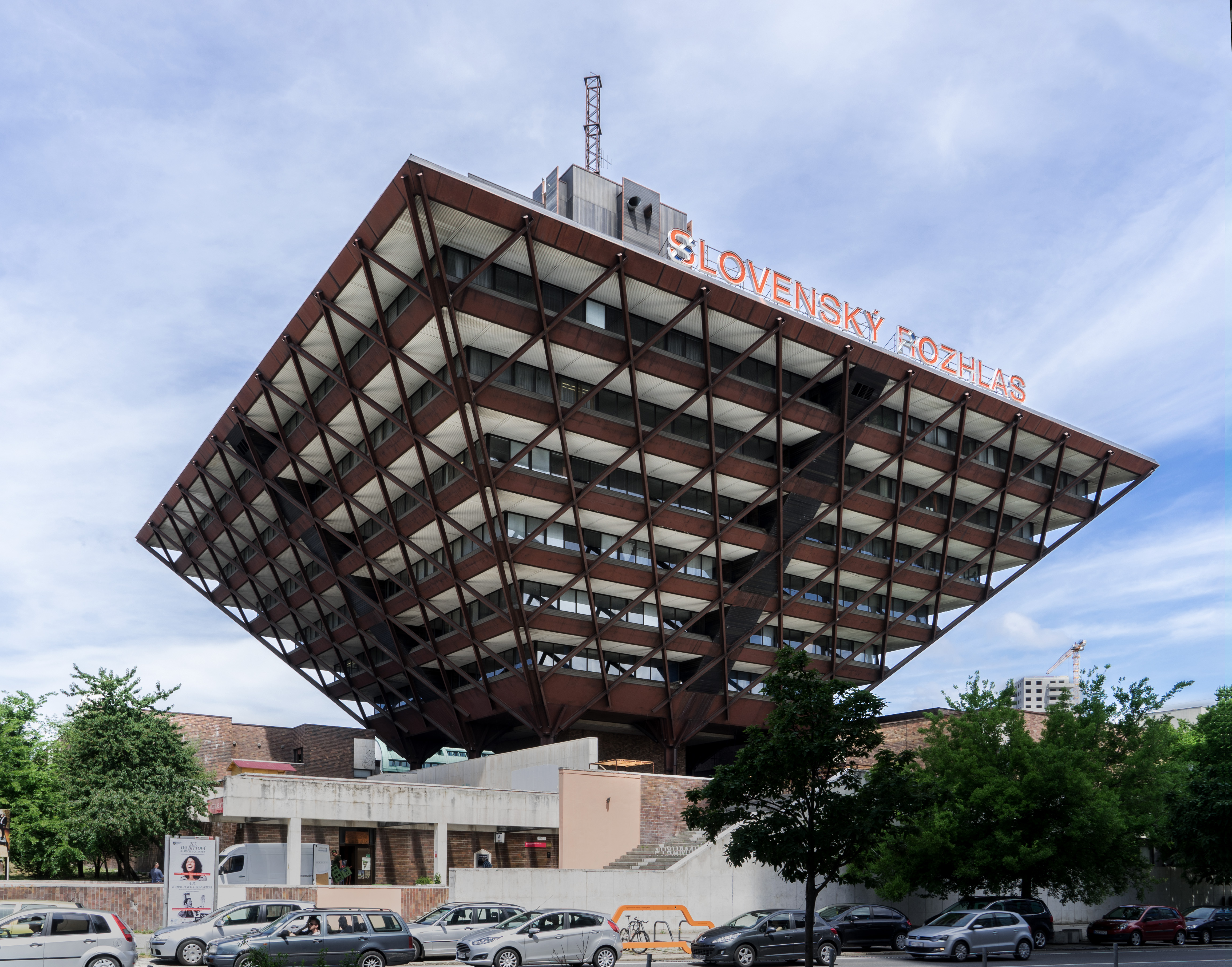
Edifici de la Ràdio Eslovaca, seu de la ràdio STVR a Bratislava.

Slovenská televízia a rozhlas (en català Televisió i Ràdio Eslovaques), abreujat STVR (provisionalment STaR), és de iure la institució de dret públic, nacional, informatiu, cultural i educatiu que garanteix el servei públic de radiodifusió d'Eslovàquia. De facto, és una emissora de ràdio i televisió estatal. La seva seu es troba a la capital, Bratislava.
Des del 1r de juliol fins al setembre de 2024, el seu director interí va estar l'Igor Slanina, qui va romandre entre 2017 i 2022 sota la gestió del director general Jaroslav Rezník, el director de Media RTVS, filial de RTVS que s'ocupava de la venda d'espais reservats per a la comunicació de mitjans comercials dins dels programes de ràdio i televisió de l'anterior corporació de radiodifusió. Encara que Rozhlas a televízia Slovenska (RTVS) va canviar a Slovenská televízia a rozhlas (STVR), utilitzaria temporalment el logotip i el disseny visual de RTVS.

## Història
El govern del Robert Fico va aprovar en la seva Declaració Programàtica de Govern la divisió de RTVS en Televisió Eslovaca i Ràdio Eslovaca. A finals de desembre de 2023, l'Andrej Danko va afirmar que el Govern de la República Eslovaca finalment havia decidit dividir RTVS en ràdio i televisió públiques separades i va informar sobre la llei en preparació, que s'esperava que es presentés al febrer de 2024. Al febrer, la ministra de Cultura, la Martina Šimkovičová, va demanar l'anul·lació del projecte de llei de RTVS per al mes de març a causa dels esdeveniments en curs en el Consell Nacional d'Eslovàquia.

### Primer esborrany de l'esmena (STaR)
L'11 de març de 2024, el Ministeri de Cultura d'Eslovàquia va presentar una proposta per modificar la RTVS. Segons ell, la RTVS havia de substituir la Televisió i Ràdio Eslovaques (STaR). L'esmena havia de canviar el funcionament del consell de supervisió, que avui compta amb nou membres triats pels parlamentaris per majoria simple, reduint el seu número a set membres. Tres d'ells serien nomenats i destituïts directament pel Ministre de Cultura i un a proposta del Ministre d'Hisenda. El Consell de STaR hauria d'haver tingut el poder de triar el director general dels mitjans de comunicació públics, decisió que actualment els parlamentaris decideixen per majoria de vots. També cal destacar el nou Consell de Programació, que havia d'avaluar i controlar els programes de ràdio i televisió públics "des del punt de vista del respecte al caràcter de la radiodifusió pública". D'acord amb l'esmena, el Consell de Programació hauria de tenir onze membres, nou dels quals serien triats pels membres del Parlament. Els dos membres restants del comitè directiu seran triats entre ells pels empleats de la nova Ràdio i Televisió Eslovaca. Una esmena d'aquest tipus entraria en conflicte amb la legislació europea sobre mitjans públics, que va ser debatuda pel Parlament Europeu l'endemà de la seva publicació.
El 14 de març, la Ministra de Cultura Šimkovičová va emetre un comunicat de premsa a favor de l'esmena en el qual atacava els periodistes, als qui els van ser retirats els seus micròfons i finalment no se'ls va permetre fer més preguntes. En lloc d'explicar el motiu pel qual el ministeri havia preparat una esmena a la llei, la ministra es va centrar més a criticar el treball dels periodistes, dels artistes que demanaven la seva dimissió, de l'exministra Natália Milanová o d'un membre de la comissió parlamentària de cultura i mitjans del Partit Socialista Zora Jaurová. Un dia després, els periodistes eslovacs van publicar una declaració de suport als seus col·legues de RTVS, signada per més de 270 periodistes, inclosos els editors cap dels principals periòdics. Més de 1.200 empleats de RTVS i col·laboradors externs van signar una declaració a favor de la RTVS pública, amb la qual reclamaven l'atenció sobre el projecte de llei de RTVS, que amenaçava la independència de la radiodifusió de dret públic. A ells s'hi van unir organitzacions de la societat civil d'Eslovàquia i Txèquia, que també rebutjaven la ingerència en la independència de RTVS, amb la signatura d'una crida dirigida a les institucions europees i altres organitzacions internacionals. Les organitzacions periodístiques internacionals també van reaccionar a l'esmena i els grups de llibertat de premsa van demanar la retirada del projecte de llei. La declaració va ser signada per l'International Press Institute (IPI), el Comitè per a la Protecció dels Periodistes (CPJ), la Unió Europea de Radiodifusió (UER), el Centre Europeu per a la Llibertat de Premsa i Mitjans (ECPMF), per la Federació Europea de Periodistes (EFJ), Free Press Unlimited (FPU), OBC Transeuropa (OBCT) i Reporters sense Fronteres (RSF).
La RTVS va presentar observacions sobre el projecte, que estava en contradicció amb els principis europeus de protecció de la independència dels mitjans públics i en conflicte amb la llei europea aprovada sobre la llibertat dels mitjans de comunicació. Després de la pressió del públic i dels experts amb 327 comentaris sobre el projecte de llei sobre la televisió i la ràdio eslovaques, aquest va ser retornat al Consell Legislatiu del Govern de la República Eslovaca.

### Projecte de segona esmena (STVR)
El 24 d'abril, el govern va aprovar un projecte de llei modificat sobre televisió i ràdio, proposat pel primer ministre Robert Fico i la ministra de Cultura, la Martina Šimkovičová, a causa de la suposada parcialitat de la RTVS, que "lluita contínuament amb el govern". El cap de l'oficina de serveis del Ministeri de Cultura, el Lukáš Machala, va afirmar que el motiu de la modificació de la RTVS era una decisió purament política. En comparació amb la primera proposta, el ministeri va anul·lar la junta de programa i la possibilitat d'acomiadar el director sense cap motiu, la qual cosa violaria la legislació europea. En l'esmena es va afegir la creació d'un nou òrgan de comissió d'ètica. La RTVS encara tenia una comissió d'ètica de deu membres, però el seu funcionament no estava regulat per llei, sinó únicament per estatut. Segons la proposta, la comissió d'ètica estaria integrada per nou membres, designats per períodes de sis anys. Han de ser nomenats per organitzacions eclesiàstiques, organitzacions que representin a persones discapacitades i minories, el Comitè Olímpic Eslovac autònom, l'Acadèmia Eslovaca de Ciències i Matica slovenská. L'esmena revisada també canvia el Consell de Supervisió de la Televisió i Ràdio Eslovaques, que designa el director. El Consell hauria de continuar tenint nou membres triats per períodes de sis anys. Quatre membres serien nomenats i destituïts pel Ministre de Cultura, un a proposta del Ministeri d'Hisenda i cinc serien triats pels membres del Parlament.
A pesar de les esmenes, d'acord amb el Karol Lovaš de l'Institut d'Estudis de Comunicació i Periodisme de la Universitat de Carolina i Pavol Szalai de Reporters sense Fronteres, l'esmena continua entrant en conflicte amb la llei europea sobre la llibertat de premsa. Com a resposta, els col·laboradors de la RTVS van crear el comitè de coordinació de la iniciativa dels col·laboradors de la RTVS pel dret públic i la independència, l'objectiu de la qual és remarcar la importància fonamental del caràcter independent i públic de RTVS, però també lluitar per la protecció dels principis. Els diputats es van comprometre a protegir el dret públic i la llibertat d'expressió i al mateix temps van cridar el Govern a respectar els principis fonamentals que han de preservar-se en qualsevol intervenció en la Llei de la RTVS.

## Canals de televisió
| Logo | Canal de televisió | Informació                                                                                                 |
| ---- | ------------------ | --- |
|      | Jednotka           | Canal generalista basat en notícies, programes infantils, sèries i programes d'entreteniment.              |
|      | Dvoika             | Canal basat en documentals, minories nacionals, magazins i pel·lícules europees de qualitat.               |
|      | Šport              | Televisió centrada en l'esport.                                                                            |
|      | :24                | Televisió de notícies creada després de la situació d'emergència associada amb la invasió russa d'Ucraïna. |

## Canals de ràdio
| Logo | canal de ràdio               | Informació                                                                                     |
| ---- | ---------------------------- | ---------------------------------------------------------------------------------------------- |
|      | Rádio Slovensko              | Ràdio enfocada en notícies i periodisme.                                                       |
|      | Rádio FM                     | Ràdio centrada en gèneres musicals amb una important representació de la música eslovaca.      |
|      | Rádio Devín                  | Ràdio enfocada en programes literari-dramàtics.                                                |
|      | Rádio Regina                 | Ràdio enfocada en periodisme i música d'antany.                                                |
|      | Rádio Patria                 | Ràdio dirigida a minories nacionals i grups ètnics a Eslovàquia en les seves llengües natives. |
|      | Rádio Slovakia International | Ràdio dirigida als eslovacs a l'estranger a tot el món.                                        |
|      | Rádio Pyramida               | Ràdio centrada en interessants enregistraments d'arxiu.                                        |
|      | Rádio Junior                 | Ràdio centrada en contes, monòlegs, programes musicals i cançons infantils.                    |
|      | Rádio Litera                 | Ràdio centrada en poesia, prosa, teatre i periodisme.                                          |